# Bowls

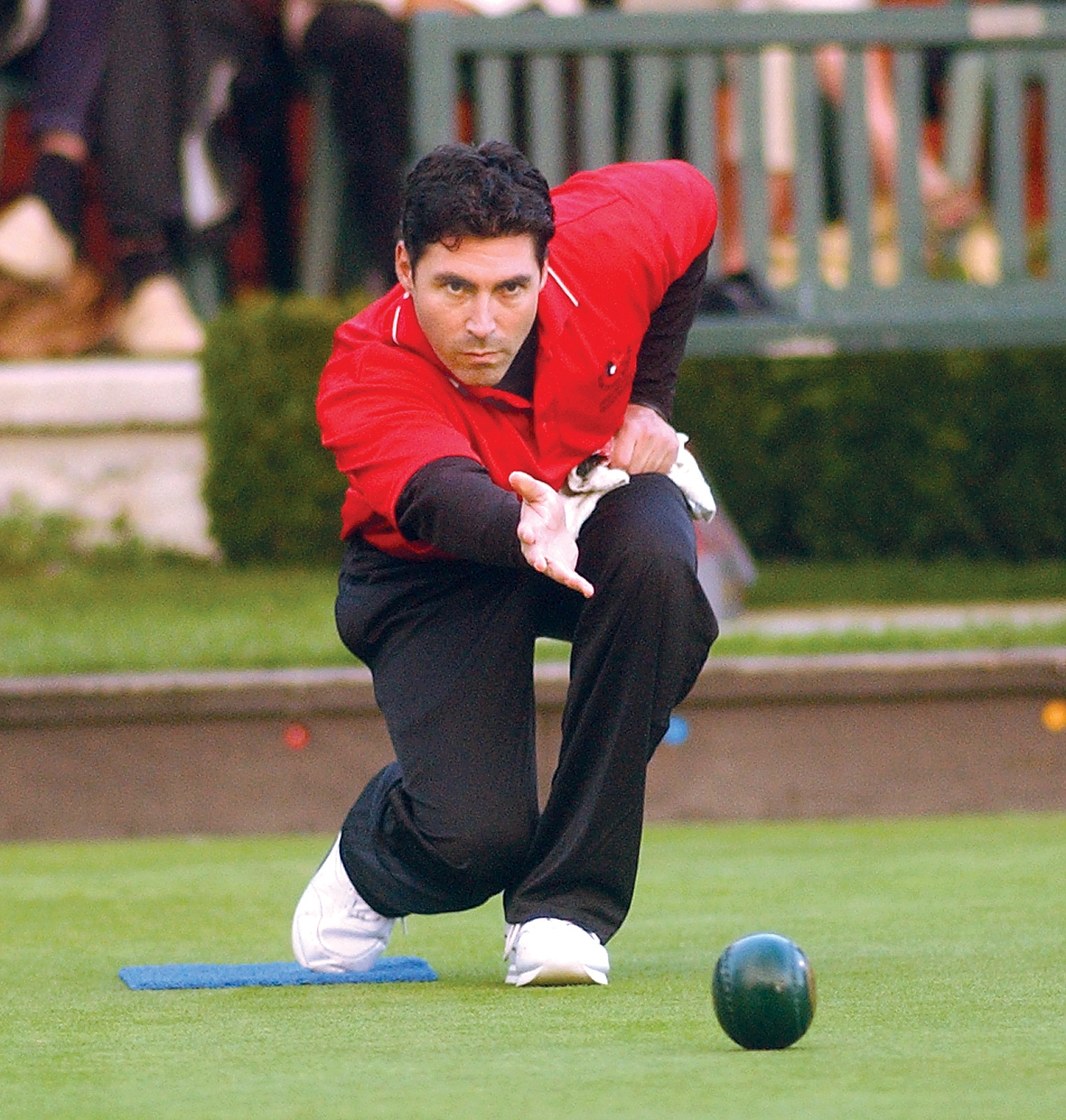
Mecz w bowls

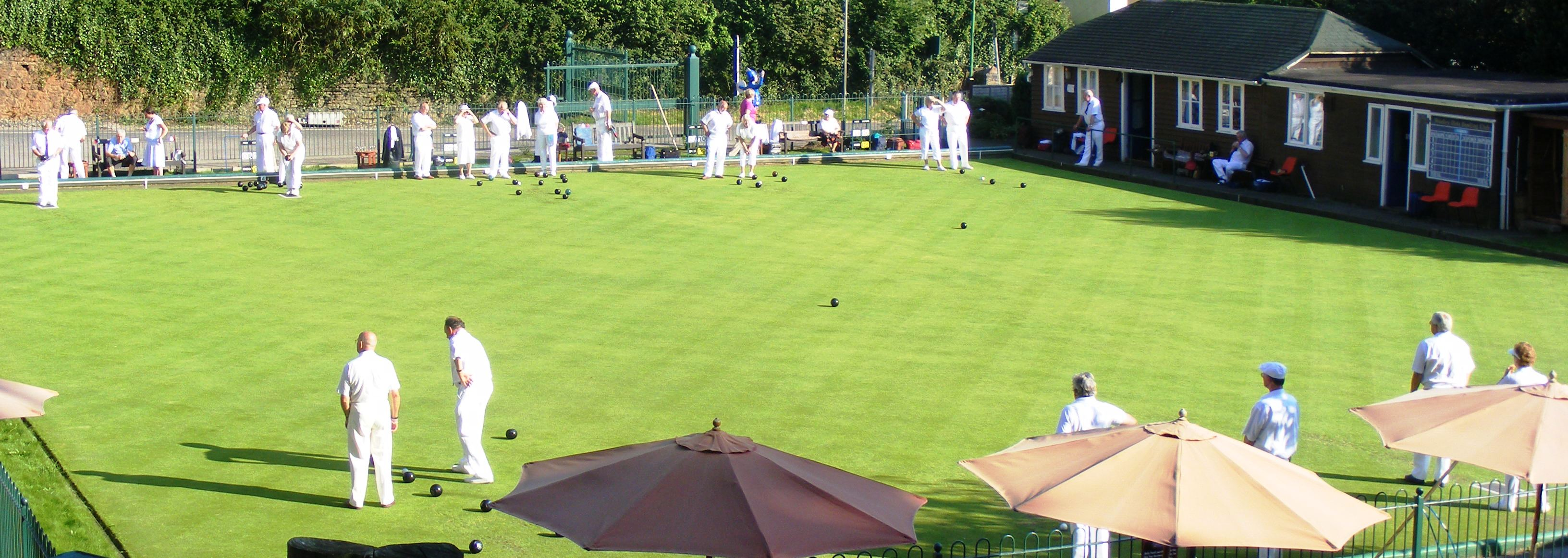
Mecz w bowls

Bowls – dyscyplina sportu bliska pétanque i curlingowi. Pierwsze wzmianki na terenie Anglii pochodzą z XII wieku. W XIV wieku, wraz ze wzrostem popularności gry, została ona oficjalnie zakazana z obawy przed spadkiem zdolności bojowej u żołnierzy, zaś w stuleciach późniejszych udzielane były osobom prywatnym płatne koncesje. Oficjalne zasady sportu powstały w wieku XIX w Szkocji.

## Zasady rozgrywki
Zawodnicy toczą na zmianę lekko spłaszczone kule (ang. „bowls”) w taki sposób, aby umieścić je jak najbliżej celu w postaci białej piłeczki zwanej „jack” lub „kitty”. Charakterystyczny kształt kul sprawia, że tor toczenia się kul jest zaokrąglony, co utrudnia celowanie, ale i pozwala zawodnikom omijać kule już znajdujące się na polu gry.
Punktacja jest przyznawana jednemu zawodnikowi w zależności od ilości jego kul znajdujących się bliżej celu niż najbliższa kula przeciwnika. Możliwa jest też gra drużynowa.

## Popularność
Sport ten największą popularnością cieszy się w Australii, Nowej Zelandii, Wielkiej Brytanii oraz innych państwach należących do Brytyjskiej Wspólnoty Narodów. Coraz większą uwagę przyciąga również w Japonii.
Co 4 lata organizowane są mistrzostwa świata. Bowls są również osobną dyscypliną na Igrzyskach Wspólnoty Narodów.